# Pan troglodytes troglodytes
Pan troglodytes troglodytes és una subespècie del ximpanzé comú. Es troben al Camerun, la República Centreafricana, Guinea Equatorial, el Gabon, la República del Congo i la República Democràtica del Congo.
Es caracteritza per tenir la cara d'un negre intens. Aquesta subespècie s'ha fet coneguda per creure's el reservori natural de diverses soques del VIH que infecten l'home. El salt interespècie del virus s'hauria donat diverses vegades entre aquest primat i l'home.